# Super GT
Super GT — международный чемпионат среди автомобилей класса GT (на самом деле, силуэт-прототипов с кузовами GT, проводимый GT-Ассоциацией (GT-A).
Ранее серия известна под названием Всеяпонский чемпионат GT или просто JGTC (全日本GT選手権, Zen Nihon GT Sensyuken).
Чемпионат поддерживается Японской Автомобильной Федерацией, но также признан FIA.

## История

### JGTC
JGTC создан в 1993 году Японской Автомобильной Федерацией (JAF) через свою дочернюю организацию GT-A, заменив ранее существовавший Всеяпонский чемпионат спортпрототипов (проводившийся по регламенту группы С).
Чтобы предотвратить рост бюджетов и господство в серии одного производителя, в JGTC была жёстко ограничена мощность двигателя и введены существенные весовые штрафы для победителей прошлых гонок в рамках одного сезона, дабы максимально сблизить всех пилотов по времени прохождения одного круга и создать борьбу на трассе, а не в конструкторских бюро.

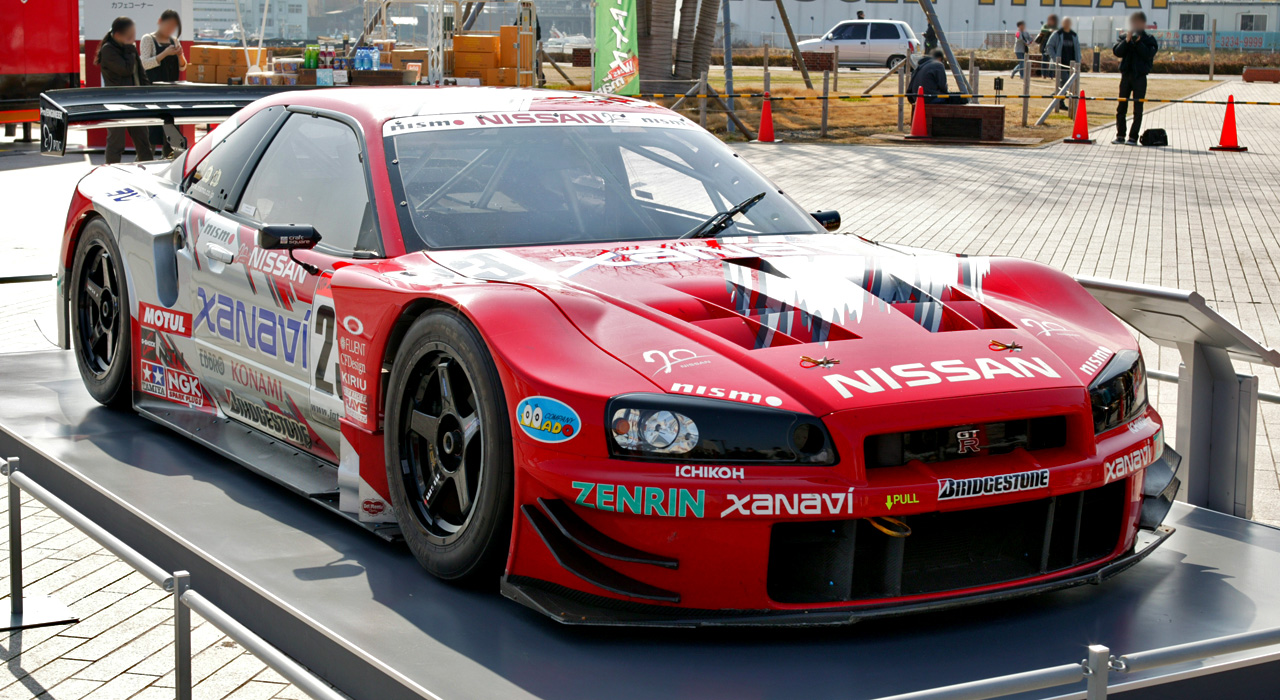
Xanavi nismo GT-R (R34) сезона 2003 года.

Первая гонка в истории серии попутно стала выставочным этапом серии IMSA GT (однако без участия техники класса GTS и GTU). Стартовая решётка была представлена в основном автомобилями класса JSS (Japan Sport Sedan), и только двумя машинами класса JGTC — Nissan Skyline GT-R, заявленных от команды Nismo, фактически бывшими несколько модифицированными машинами группы А. Прототипы и машины класса GT из Европы появились только в одной гонке — на 1000 км Судзуки; попутно к ним присоединились техника чемпионата IMSA и группы N.
В течение следующего сезона правила были подвергнуты тщательному пересмотру. Решено было создать два класса: класс 1 был идентичен классу FIA GT1, а класс 2 — FIA GT2. Класс JSS был поглощён последней зачётной группой. Данные изменения подняли фактический статус серии в гоночном мире. У команд JGTC появилась свобода манёвра — они могли выставить на старт как прошлогоднюю технику класса JSS, так и болид класса IMSA GTS. Доминировавшие в сезоне-1994 прототипы группы С по окончании соревновательного года были запрещены.
Поводом для пересмотра правил в сезоне-1995 стала ещё и запредельно поднявшаяся стоимость машин старшего класса. Чтобы снизить затраты команд и не допустить развития событий в стиле JSPC, были созданы два новых класса — GT300 и GT500. Деление осуществлялось по весу машины и мощности двигателя, регулирующейся при помощи воздушного рестриктора. Его размер определялся организаторами чемпионата исходя из веса и мощности двигателя.
С 2002 года GT-A разрешила участие в серии только для двухдверных машин. Позже было сделано исключение для команды Cusco Racing, заявивший в серию четырёхдверный седан Subaru Impreza.
Параллельно с реформами регламента был реформирован и календарь — серия организовала выездной этап в Малайзии на хорошо зарекомендовавшей себя в Формуле-1 трассе Сепанг. После нескольких выставочных стартов гонка вошла в календарь чемпионата. Позже организаторы проводили выставочные этапы ещё на уличной трассе в Шанхае и на California Speedway в американском штате Калифорния. Гонки не имели особого успеха и серия более не вернулась на те трассы.

### Super GT

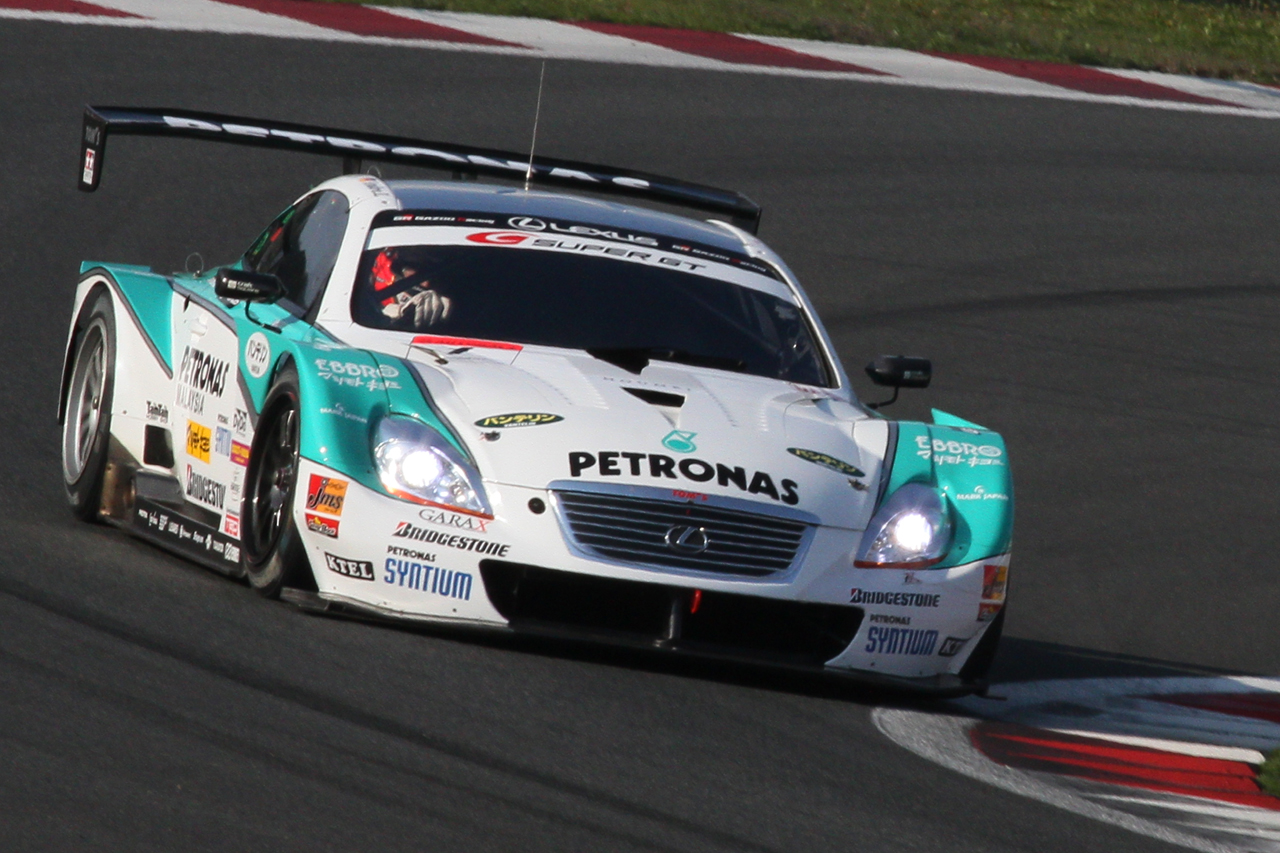
Чемпион сезона-2009 в классе GT500 — Lexus Petronas Team TOM’s SC 430.

Вскоре организаторам серии пришлось отказаться от статуса национального чемпионата Японии — попытки провести этапы серии в нескольких странах наткнулись на ограничения FIA. Выход из ситуации был найден — 10 декабря 2004 чемпионат сменил название на Super GT; организаторы объявили о попытке возвысить статус серии — продвинув её на зарубежные рынки и увеличить число неяпонских спонсоров и болельщиков; чемпионат стал проводиться под эгидой непосредственно FIA, а не JAF, как было раньше.

## Спортивный регламент
Серия проводит ежегодный чемпионат. Этапы серии принимают такие известные японские трассы как Twin Ring Motegi, Fuji Speedway и Suzuka Circuit. В 2000-м году была проведен первый выездной этап — в Малайзии, позже проводился этап в США.
На данный момент в календаре присутствует лишь один неяпонский этап — на малайзийском кольце Сепанг (как зачётный этап — с 2002 года).
В рамках одного этапа проводится одна гонка продолжительностью не менее 300 км: в частности в календаре присутствует 1000-километровая гонка на трассе Судзука.

## Технический регламент
По нынешней интерпретации правил, вся техника, участвующая в чемпионате, делится на два класса: GT500 и GT300 (по максимальной мощности двигателя — до 500 и до 300 л.с.). Мощность регулируется благодаря использованию воздушных рестрикторов, которые устанавливаются на впускном коллекторе двигателя. Более тяжёлые автомобили могут использовать больший по диаметру рестриктор, чтобы уравнять шансы. Гонки в обоих классах проходят в рамках единого заезда, но пилоты классифицируются в разных зачётах.
В серии участвуют довольно разные автомобили — с одной стороны это люксовые купе, такие как Lexus SC430 и BMW Z4, а с другой — маленькие автомобили гольф-класса — как Toyota Corolla Axio.

### GT500

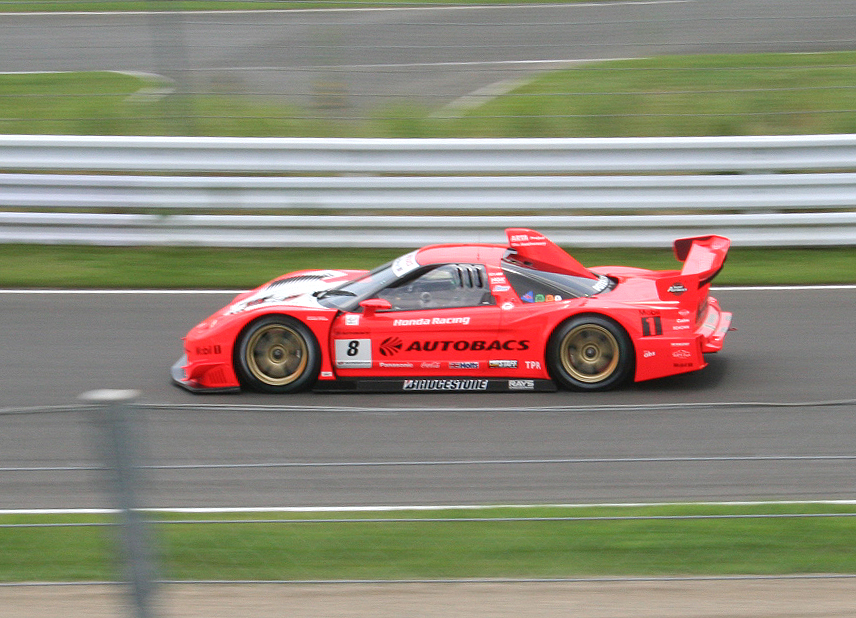
Автомобиль ARTA NSX (NA2) 2007 года.

В высшем классе серии наиболее успешны три японских автопроизводителя — Honda (модель HSV-010 GT), Nissan (модель GT-R) и альянс Toyota/Lexus (модель LFA). Некоторые частные команды выставляют технику европейских производителей, подпадающую под регламент категории — Aston Martin DB9, Ferrari 550-GTS, Lamborghini Murciélago и McLaren F1 GTR.

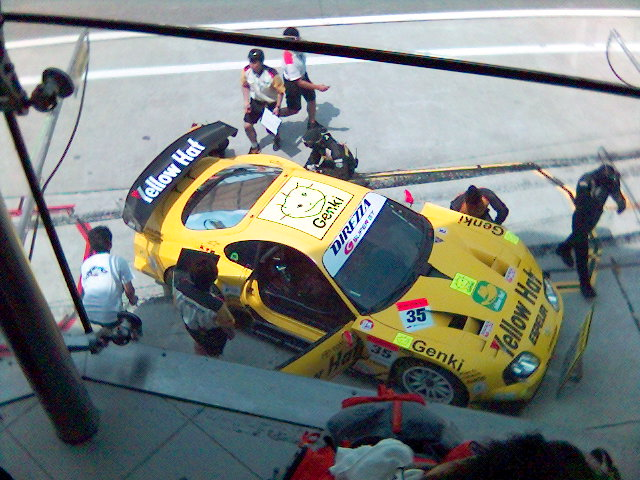
Автомобиль Yellow Hat Supra (JZA80) 2005 года.

Правила в GT500 достаточно демократичны: командам разрешается ставить на одни шасси двигатели от других моделей, менять расположение мотора, допускается использование нагнетателя на изначально атмосферных моторах. Шасси также может подвергаться сильным доработкам: допускается использование трубчатой рамы (ограничение при этом лишь одно — кузов должен быть похож на серийную машину). В итоге используемые в классе автомобили класса GT являются, возможно, одними из самых быстрых в мире. Нормы серии предостерегают команды от траты огромных сумм на постройку гоночных машин и на омологацию определённых автомобилей. Хотя некоторые компании (особенно Honda и Nissan) всё ещё разрабатывают машины для омологации (например, Honda NSX R-GT).
В последние годы регламент классов GT500 и FIA GT1 всё более сближается так, чтобы сделать единый регламент и в будущем иметь возможность выставлять одну и ту же технику в рамках обоих чемпионатов и бороться в них за схожие позиции. Тем не менее класс GT500 остаётся быстрее, благодаря большим послаблениям в области аэродинамики: так, Maserati MC12, в спецификации FIA GT1, теряла в среднем по секунде в поворотах по сравнению с машинами класса GT500 в течение подготовки к сезону 2006 года на трассе Судзука. В итоге машина даже не была заявлена на чемпионат.
В 2010 году организаторы серии заявили о том, что изучают возможность унификации регламента чемпионата с серией DTM к 2012 году. Также сообщается о возможности снятия запрета на использование четырёхдверных седанов.
Среди особенностей техники, допущенной в категорию, следует выделить полное запрещение средств электронного управления (таких как АБС, система контроля тяги и стабильности). Причём не имеет значения, используются ли данные системы в серийной технике или нет. Также запрещены керамические тормоза.
Организаторы серии ввели в регламент некоторые ограничения в отношении аэродинамики: запрещены определённые модификации антикрыльев и спойлеров.
В чемпионате нет монопроизводителя резины — на сегодняшний день командам предоставляют свою продукцию такие компании, как Bridgestone, Yokohama, Dunlop, Kumho, Michelin и Hankook.

### GT300

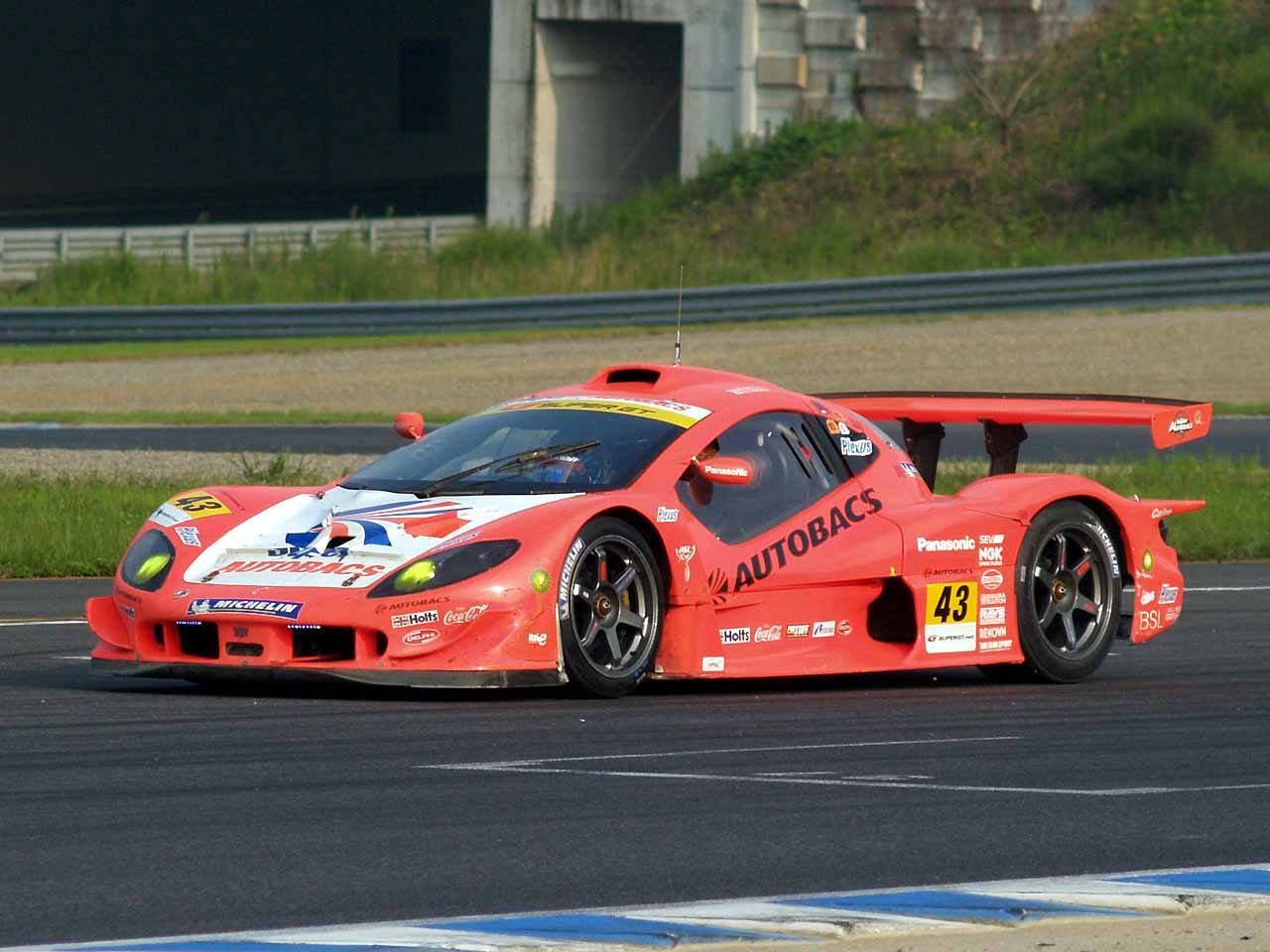
Автомобиль ARTA Garaiya модификации 2005 года.

Класс GT300 менее популярен. В связи с этим тут куда менее сильны заводские команды и куда более разнообразен заявочный лист этапов. Помимо японских производителей в этом классе присутствует техника многих малоизвестных автопроизводителей — ASL, Mosler и Vemac.
C 2006 года именно в этот класс обычно заявляются команды, пользующиеся техникой европейского производства.
С сезона-2010 на старт с незначительными изменениями стала допускаться техника FIA GT3.

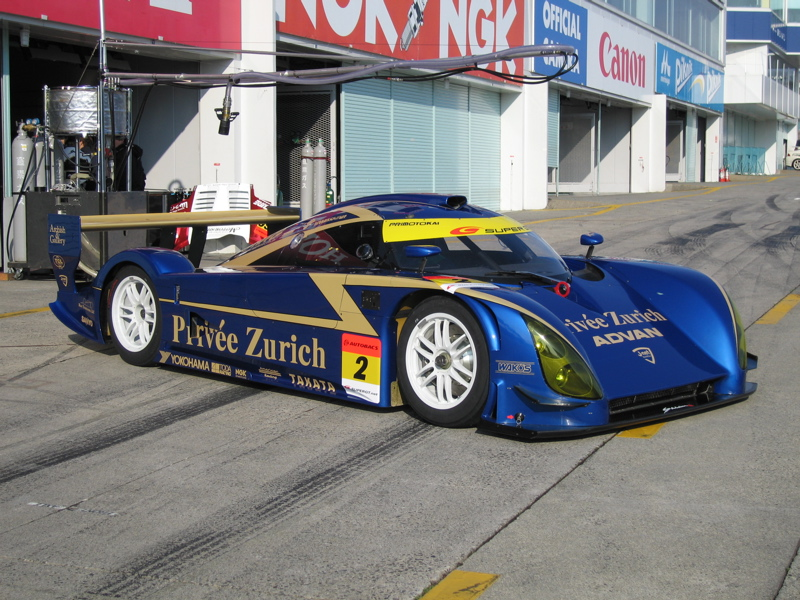
Автомобиль Privée Zurich Shiden (MC/RT-16) модификации 2006 года.

Помимо стандартной техники класса GT (например Shiden (MC/RT-16)), в серии используются и автомобили других чемпионатов, схожих по характеристикам (например дайтоновский прототип Mooncraft/Riley Mooncraft Shiden 77 (紫電77)). Обе группы машин вполне конкурентоспособны в классе и имеют на своём счету победы в гонках и личные титулы в серии.
В гонках чемпионата принимали участие и передне-, и заднеприводные автомобили.
Техника класса GT300 куда более регламентирована, чем машины старшего класса и, в связи с этим, заметно больше похожа на обычные дорожные автомобили. В связи с этим, техника класса дешевле и более доступна частным командам.
Основные переделки, допускаемые регламентом, связаны с изменением привода — с задней оси на переднюю.
Стартовый лист категории — один из самых разнообразных среди аналогичных соревнований с точки зрения производителей техники. Ниже приведены марки, принимавшие участие в гонках GT300 за время существования класса:
| Марка        | Машина                  | Годы использования   |
| ------------ | ----------------------- | -------------------- |
| ASL          | ASL Garaiya             | 2005, 2007—2011      |
| Aston Martin | Aston Martin V8 Vantage | 2010                 |
| BMW          | BMW Z4                  | 2008-2009, 2011      |
| Chevrolet    | Chevrolet Corvette C6   | 2005, 2008           |
| Chevrolet    | Chevrolet Corvette Z06  | 2011                 |
| Ferrari      | Ferrari F360            | 2005-2009            |
| Ferrari      | Ferrari F430            | 2007-2011            |
| Ferrari      | Ferrari F458            | 2011-2011            |
| Ford         | Ford GT                 | 2006                 |
| Honda        | Honda NSX               | 2005                 |
| Lamborghini  | Lamborghini Murciélago  | 2005-2009            |
| Lamborghini  | Lamborghini Gallardo    | 2007-2011            |
| Lexus        | Lexus IS350             | 2008-2011            |
| Lotus        | Lotus Exige             | 2005                 |
| Mazda        | Mazda RX-7              | 1995-2010            |
| Mazda        | Mazda RX-8              | 2011                 |
| Mooncraft    | Mooncraft Shiden        | 2006-2011            |
| Mosler       | Mosler MT900            | 2005-2007, 2010—2011 |
| Nissan       | Nissan Fairlady Z       | 2005-2011            |
| Porsche      | Porsche 911 GT3         | 2005-2011            |
| Porsche      | Porsche Boxster         | 2005-2011            |
| Porsche      | Porsche 968             | 2005                 |
| Subaru       | Subaru Impreza WRX STi  | 2005-2008            |
| Subaru       | Subaru Legacy           | 2009-2011            |
| Toyota       | Toyota MR-S             | 2005-2008            |
| Toyota       | Toyota Celica           | 2005-2008            |
| Toyota       | Toyota Corolla Axio     | 2009-2011            |
| Vemac        | Vemac RD                | 2005-2011            |

## Равенство сил
Super GT в своём роде уникальный чемпионат, и глупо утверждать, что вся его зрелищность создается огромными капиталовложениями богатых команд. Чемпионат достаточно открыт и демократичен. В начале сезона каждая машина получает воздушный рестриктор, который ограничивает мощность в соответствии с лимитами каждого класса. В регламенте прописаны обязательные пит-стопы и смены пилотов по ходу гонки (в строго определённое для этого время, чтобы создать максимальные проблемы наиболее быстрым экипажам). В 2004 году в гонке в Калифорнии несколько команд были оштрафованы, когда выяснилось, что они совершили обязательный пит-стоп за круг до официальной обязательной остановки. Правила серии официально опубликованы и известны и участникам, и зрителям.

### Система гандикапов
В Super GT используется наиболее популярная система гандикапа — это добавление балласта в наиболее быстрые машины. В то время как в европейских чемпионатах балласт начисляется исходя из позиций в гоночных заездах, в Super GT также учитываются результаты квалификаций, а также классификация быстрейших кругов по ходу гонки.
Подобная система привела например к тому, что доминировавшая в старшем классе (GT500) в 2007 году команда Takata NSX, 5 раз в 7 гонках завоёвывала поул-позицию, но лишь единожды смогла выиграть гонку.
С сезона 2009 дополнительный балласт в финальной гонке получают команды, проехавшие либо весь сезон, либо пропустившие не более одной гонки.

## Пилоты
Серия весьма популярна в Японии. Многие известные местные пилоты совмещают гоночную карьеру в серии с руководством собственными коллективами в серии. Среди подобных автогонщиков можно отметить Масахиро Хасэми, Кадзуёси Хосино, Агури Судзуки, Кунимицу Такахаси (последний также является президентом GT-A, проводящей серию).
Многие молодые пилоты, начинающие карьеру в автоспорте, совмещают участие в серии с гонками в японских "формульных" чемпионатах (например, национальной Ф3 и Формулы-Ниппон). Среди подобных можно выделить Ральфа Фёрмана, Ральфа Шумахера и Педро де ла Росу.
Помимо этих двух категорий пилотов, на старт зачастую выходит ещё одна группа пилотов — местные звёзды, сделавшие себе имя не в кольцевом автоспорте. Например, в гонках Super GT замечены Нобутэру Танигути и Манабу Оридо, также известные как участники дрифтовой серии D1GP; также в гонках отмечались несколько местных телеведущих, актёров и певцов: Хироми Кодзоно, Масахико Кондо.
И конечно в серию привлекаются многие пилоты со всего мира, достигшие одного из пиков своей карьеры и ныне ищущие себя в какой-нибудь другой категории автоспорта. Из таких на старт этапов серии выходили, например, Марко Апичелла и Бьорн Вирндхайм.

## Проблемы

### Инцидент на этапе в Фудзи в 1998 году
Японский пилот Тэцуя Ота едва не погиб в огне во время аварии на этапе JGTC на Fuji Speedway 3 мая 1998.
Столь серьёзные последствия аварии могли последовать из-за недостаточного количества свободного места на трассе. Только что выехавшая с пит-стопа Ferrari Оты аквапланировала в одном из поворотов и врезалась в недавно разбитый в этом же месте Porsche. От удара был пробит полностью заполненный бак машины и вспыхнул пожар. Тэцуя получил ожоги третьей степени существенной части своего тела.
Позже японец доказал в суде, что подобных последствий можно было бы избежать, если бы обломки того Porsche были вовремя убраны. Организаторы серии были вынуждены выплатить гонщику сумму, эквивалентную 800 000 долларов США.

## Чемпионы
| Сезон                           | Класс                           | Личный зачёт                                  | Личный зачёт                    |                                        | Командный чемпионат                   | Командный чемпионат             |
| Сезон                           | Класс                           | Экипаж                                        | Машина                          | Команда                                | Машина                                |                                 |
| Всеяпонский GT чемпионат (JGTC) | Всеяпонский GT чемпионат (JGTC) | Всеяпонский GT чемпионат (JGTC)               | Всеяпонский GT чемпионат (JGTC) | Всеяпонский GT чемпионат (JGTC)        | Всеяпонский GT чемпионат (JGTC)       | Всеяпонский GT чемпионат (JGTC) |
| ------------------------------- | ------------------------------- | --------------------------------------------- | ------------------------------- | -------------------------------------- | ------------------------------------- | ------------------------------- |
| 1993                            | GT                              | Масахико Кагейма                              | Nissan Skyline GT-R R32         |                                        | Титул не присуждался                  | Титул не присуждался            |
| 1994                            | GT1                             | Масахико Кагейма                              | Nissan Skyline GT-R R32         | Calsonic Hoshino Racing                | Nissan Skyline GT-R R32               |                                 |
| 1994                            | GT2                             | Сакаэ Обата                                   | Porsche 964 Carrera RS          | Kegani Racing                          | Porsche 964 Carrera RS                |                                 |
| 1995                            | GT1                             | Масахико Кагейма                              | Nissan Skyline GT-R R33         | Calsonic Hoshino Racing                | Nissan Skyline GT-R R33               |                                 |
| 1995                            | GT2                             | Каору Носуно Ёсими Исибаси                    | Nissan Skyline GTS-R            | Calsonic Impul                         | Nissan Skyline GTS-R                  |                                 |
| 1996                            | GT500                           | Дэвид Брэбэм Йон Нильсен                      | McLaren F1 GTR                  | Team Lark                              | McLaren F1 GTR                        |                                 |
| 1996                            | GT300                           | Кэйити Судзуки Морио Нитта                    | Porsche Carrera RSR             | Team Taisan Jr.                        | Porsche 964 Carrera RSR               |                                 |
| 1997                            | GT500                           | Педро де ла Роса Михаэль Крумм Масами Кагеяма | Toyota Supra                    | Toyota Castrol Team TOM’S              | Toyota Supra                          |                                 |
| 1997                            | GT300                           | Манабу Оридо Хидэо Фукуяма                    | Nissan Silvia S14               | RS-R Racing Team with Bandoh           | Nissan Silvia S14                     |                                 |
| 1998                            | GT500                           | Эрик Кома Масами Кагеяма                      | Nissan Skyline GT-R R33         | Pennzoil NISMO                         | Nissan Skyline GT-R R33               |                                 |
| 1998                            | GT300                           | Кэйити Судзуки Синго Тати                     | Toyota MR2                      | Team Taisan Jr. with Tsuchiya          | Toyota MR2                            |                                 |
| 1999                            | GT500                           | Эрик Кома                                     | Nissan Skyline GT-R R34         | Pennzoil NISMO                         | Nissan Skyline GT-R R34               |                                 |
| 1999                            | GT300                           | Морио Нитта                                   | Toyota MR2                      | Momocorse Racing with Tsuchiya         | Toyota MR2                            |                                 |
| 2000                            | GT500                           | Рио Митигами                                  | Honda NSX                       | Castrol Dome Mugen Project             | Honda NSX                             |                                 |
| 2000                            | GT300                           | Хидэо Фукуяма                                 | Porsche 911 GT3                 | Team Taisan Advan                      | Porsche 996 GT3R                      |                                 |
| 2001                            | GT500                           | Хиронори Такэути Юдзи Татикава                | Toyota Supra                    | Nismo Hiroto/Xanavi                    | Nissan Skyline GT-R R34               |                                 |
| 2001                            | GT300                           | Нобуюки Ояги Такаюки Аоки                     | Nissan Silvia S15               | Team Taisan Advan                      | Porsche 911 GT3R                      |                                 |
| 2002                            | GT500                           | Дзюити Вакисака Акира Иида                    | Toyota Supra                    | Esso Ultraflo Team LeMans              | Toyota Supra                          |                                 |
| 2002                            | GT300                           | Морио Нитта Синити Такаги                     | Toyota MR-S                     | Team Taisan Advan                      | Porsche 911 GT3R                      |                                 |
| 2003                            | GT500                           | Сатоси Мотояма Михаэль Крумм                  | Nissan Skyline GT-R R34         | Xanavi Nismo                           | Nissan Skyline GT-R R34               |                                 |
| 2003                            | GT300                           | Мицухиро Киносита Масатака Янагида            | Nissan Fairlady Z Z33           | Team Taisan Advan                      | Chrysler Viper GTS-R Porsche 911 GT3R |                                 |
| 2004                            | GT500                           | Сатоси Мотояма Ричард Лайонс                  | Nissan Fairlady Z Z33           | Nismo Xanavi/Motul Pitwork             | Nissan Fairlady Z Z33                 |                                 |
| 2004                            | GT300                           | Тэцуя Ямано Хироюки Яги                       | Honda NSX                       | M-TEC                                  | Honda NSX                             |                                 |
| Super GT                        |                                 |                                               |                                 |                                        |                                       |                                 |
| 2005                            | GT500                           | Юдзи Татикава Тораносукэ Такаги               | Toyota Supra                    |                                        | Nismo Xanavi/Motul Pitwork            | Nissan Fairlady Z Z33           |
| 2005                            | GT300                           | Кота Сасаки Тэцуя Ямано                       | Toyota MR-S                     | Team Reckless                          | Toyota MR-S                           |                                 |
| 2006                            | GT500                           | Дзюити Вакисака Андре Лоттерер                | Lexus SC430                     | Open Interface Toyota Team TOM’S       | Lexus SC430                           |                                 |
| 2006                            | GT300                           | Тэцуя Ямано Хироюки Иири                      | Mazda RX-7                      | RE Amemiya Racing Asparadrink          | Mazda RX-7 FD3S                       |                                 |
| 2007                            | GT500                           | Даисукэ Ито Ральф Фёрман                      | Honda NSX                       | Autobacs Racing Team Aguri             | Honda NSX                             |                                 |
| 2007                            | GT300                           | Кадзуя Осима Хироаки Исиура                   | Toyota MR-S                     | Cars Tokai Dream 28 Privée Kenzo Asset | Mooncraft/Riley Shiden MC/RT-16       |                                 |
| 2008                            | GT500                           | Сатоси Мотояма Бенуа Трелуйе                  | Nissan GT-R                     | Petronas Toyota Team TOM’S             | Lexus SC430                           |                                 |
| 2008                            | GT300                           | Кадзуки Носино Хиронобу Ясуда                 | Nissan 350Z                     | MOLA                                   | Nissan 350Z                           |                                 |
| 2009                            | GT500                           | Дзюити Вакисака Андре Лоттерер                | Lexus SC430                     | Lexus Team Petronas TOM’S              | Lexus SC430                           |                                 |
| 2009                            | GT300                           | Манабу Оридо Тацуя Катаока                    | Lexus IS350                     | Racing Project Bandoh                  | Lexus IS350                           |                                 |
| 2010                            | GT500                           | Такаси Когурэ Лоик Дюваль                     | Honda HSV-010 GT                | Weider Honda Racing                    | Honda HSV-010 GT                      |                                 |
| 2010                            | GT300                           | Кадзуки Хосино Масатака Янагида               | Nissan 350Z                     | Hasemi Motorsport                      | Nissan 350Z                           |                                 |
| 2011                            | GT500                           | Ронни Квинтарелли Масатака Янагида            | Nissan GT-R                     | MOLA                                   | Nissan GT-R                           |                                 |
| 2011                            | GT300                           | Нобутеру Танигучи Таку Бамба                  | BMW Z4 GT3                      | GSR&Studie with TeamUKYO               | BMW Z4 GT3                            |                                 |
| 2012                            | GT500                           | Ронни Квинтарелли Масатака Янагида            | Nissan GT-R                     | MOLA                                   | Nissan GT-R                           |                                 |
| 2012                            | GT300                           | Кёске Майнео Наоки Йокомидзо                  | Porsche 911 GT3                 | Team Taisan ENDLESS                    | Porsche 911 GT3                       |                                 |
| 2013                            | GT500                           | Кохэй Хиратэ Юзи Татикава                     | Lexus SC430                     | Lexus Team Zent Cerumo                 | Lexus SC430                           |                                 |
| 2013                            | GT300                           | Хидэки Муто Юки Накаяма                       | Honda CR-Z                      | Team Mugen                             | Honda CR-Z                            |                                 |
| 2014                            | GT500                           | Цугио Мацуда Ронни Квинтарелли                | Nissan GT-R                     | Nismo                                  | Nissan GT-R                           |                                 |
| 2014                            | GT300                           | Тацуя Катаока Нобутэру Танигути               | BMW Z4 GT3                      | Gainer                                 | Mercedes-Benz SLS AMG GT3             |                                 |
| 2015                            | GT500                           | Цугио Мацуда Ронни Квинтарелли                | Nissan GT-R                     | Nismo                                  | Nissan GT-R                           |                                 |
| 2015                            | GT300                           | Андре Коуту                                   | Nissan GT-R NISMO GT3           | Gainer                                 | Nissan GT-R NISMO GT3                 |                                 |
| 2016                            | GT500                           | Хейкки Ковалайнен Кохэй Хиратэ                | Lexus RC-F                      | Lexus Team SARD                        | Lexus RC-F                            |                                 |
| 2016                            | GT300                           | Такеси Цутия Такамицу Мацуи                   | Toyota 86                       | VivaC team Tsuchiya                    | Toyota 86                             |                                 |
| 2017                            | GT500                           | Рё Хиракава Ник Кэссиди                       | Lexus LC 500                    | Lexus Team KeePer TOM'S                | Lexus LC 500                          |                                 |
| 2017                            | GT300                           | Тацуя Катаока Нобутеру Танигути               | Mercedes-AMG GT3                | Goodsmile Racing & Team Ukyo           | Mercedes-AMG GT3                      |                                 |
| 2018                            | GT500                           | Наоки Ямамото Дженсон Баттон                  | Honda NSX                       | Team Kunimitsu                         | Honda NSX                             |                                 |
| 2018                            | GT300                           | Наоя Гамо Харуки Куросава                     | Mercedes-AMG GT3                | K2 R&D LEON Racing                     | Mercedes-AMG GT3                      |                                 |
| 2019                            | GT500                           | Кадзуя Осима Кэнта Ямасита                    | Lexus LC 500 GT500              | Lexus Team KeePer TOM'S                | Lexus LC 500 GT500                    |                                 |
| 2019                            | GT300                           | Синити Такаги Нирей Фукузуми                  | Honda NSX GT3 Evo               | Autobacs Racing Team Aguri             | Honda NSX GT3 Evo                     |                                 |
| 2020                            | GT500                           | Тадасуке Макино Наоки Ямамото                 | Honda NSX GT3 Evo               | Team Kunimitsu                         | Honda NSX GT3 Evo                     |                                 |
| 2020                            | GT300                           | Киёто Фудзинами Жуан Паулу де Оливейра        | Nissan GT-R NISMO GT3           | Kondo Racing                           | Nissan GT-R NISMO GT3                 |                                 |
| 2021                            | GT500                           | Юхи Сэкигути Сё Цубои                         | Toyota GR Supra GT500           | TGR Team au TOM'S                      | Toyota GR Supra GT500                 |                                 |
| 2021                            | GT300                           | Такуто Игути Хидеки Ямаути                    | Subaru BRZ GT300                | R&D Sport                              | Subaru BRZ GT300                      |                                 |
| 2022                            | GT500                           | Кадзуки Хираминэ Бертран Багет                | Nissan Z GT500                  | Team Impul                             | Nissan Z GT500                        |                                 |
| 2022                            | GT300                           | Киёто Фудзинами Жуан Паулу де Оливейра        | Nissan GT-R NISMO GT3           | Kondo Racing                           | Nissan GT-R NISMO GT3                 |                                 |
| 2023                            | GT500                           | Сё Цубои Ритомо Мията                         | Toyota GR Supra GT500           | TGR Team au TOM'S                      | Toyota GR Supra GT500                 |                                 |
| 2023                            | GT300                           | Хироки Ёсида Кота Каваай                      | Toyota GR Supra GT300           | Saitama Toyopet GreenBrave             | Toyota GR Supra GT300                 |                                 |
| 2024                            | GT500                           | Сё Цубои Кэнта Ямасита                        | Toyota GR Supra GT500           | TGR Team au TOM'S                      | Toyota GR Supra GT500                 |                                 |
| 2024                            | GT300                           | Такаси Когурэ Юуя Мотодзима                   | Lamborghini Huracán GT3 Evo 2   | JLOC                                   | Lamborghini Huracán GT3 Evo 2         |                                 |